# Fenghuangling
Fenghuangling (kinesiska: 凤凰岭街道, 凤凰岭) är en socken i Kina. Den ligger i provinsen Shandong, i den östra delen av landet, omkring 220 kilometer sydost om provinshuvudstaden Jinan.
Genomsnittlig årsnederbörd är 1 001 millimeter. Den regnigaste månaden är juli, med i genomsnitt 334 mm nederbörd, och den torraste är januari, med 7 mm nederbörd.